# درو هايدن تايلور
درو هايدن تايلور هو صحفي وكاتب سيناريو كندي، ولد في 1 يوليو 1962 في Curve Lake First Nation ‏ في كندا.

## وصلات خارجية
- الموقع الرسمي
- درو هايدن تايلور على موقع IMDb (الإنجليزية)
- درو هايدن تايلور على موقع الموسوعة البريطانية (الإنجليزية)